# Nhiên Đăng Cổ Phật

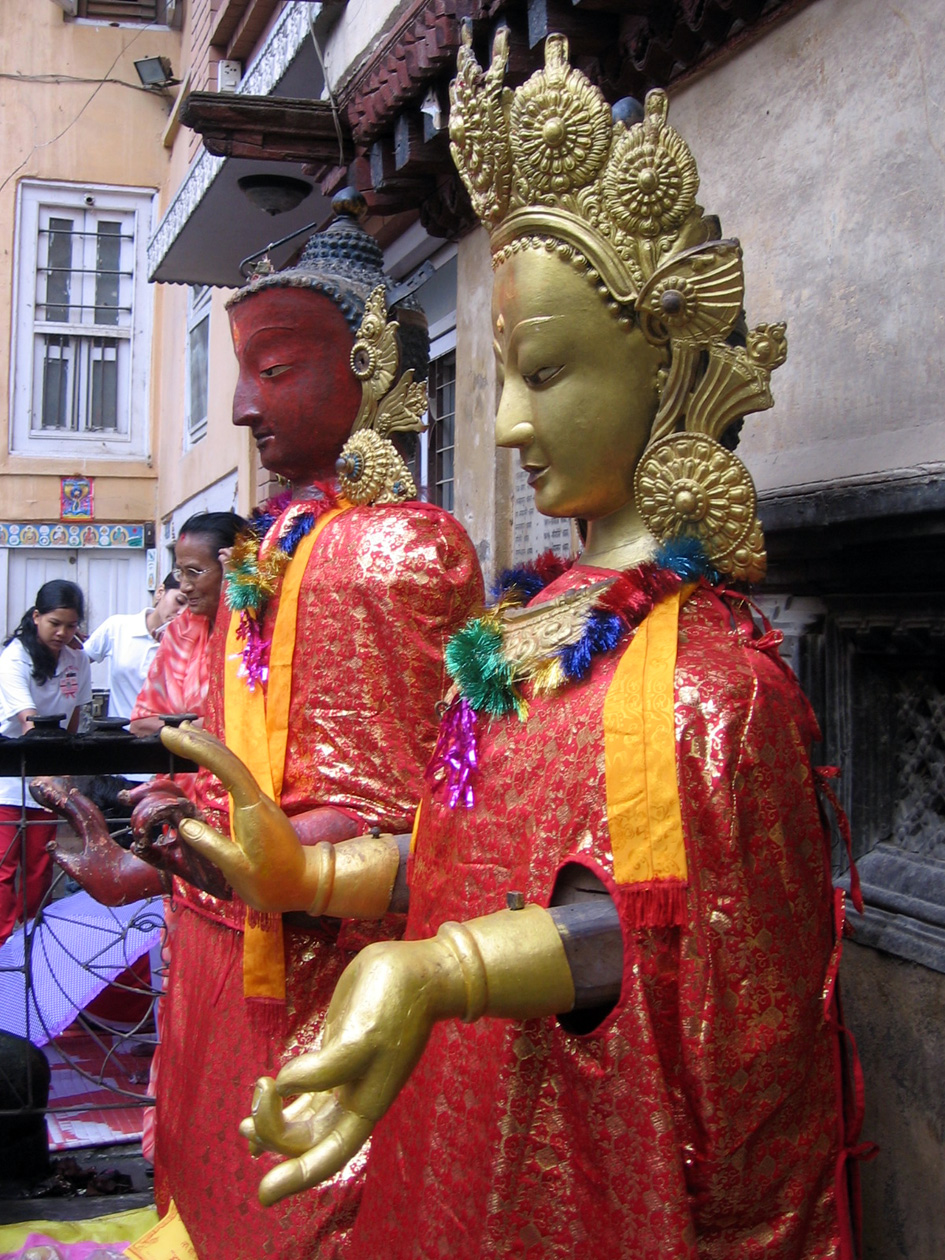
Tượng Nhiên Đăng Cổ Phật tại Kathmandu, Nepal.

Nhiên Đăng Cổ Phật (tiếng Phạn là Dipankara hay Dipanikara) là vị Phật thứ tư trong danh sách 28 vị Phật. Nhiên - một từ Hán-Việt - nghĩa đốt cháy, Đăng là cây đèn. Nhiên Đăng Cổ Phật cũng có khi được gọi Nhiên Đăng Phật (燃燈佛), Đính Quang Như Lai (錠光, "Đính" là cái chân đèn).
Trong Đại trí độ luận, đức Nhiên Đăng Cổ Phật khi đản sinh, chung quanh thân sáng như đèn, cho nên gọi là Nhiên Đăng Thái tử. Khi thành Phật cũng gọi là Nhiên Đăng, xưa gọi tên là Đính Quang Phật. Ở các chùa Việt Nam và Trung Quốc, Nhiên Đăng Cổ Phật thường được thờ chung với Phật Thích-ca Mâu-ni và Phật Di-lặc trong bộ tượng Tam thế Phật, nghĩa là các vị Phật thời quá khứ, hiện tại và vị lai (trong đó Phật Nhiên Đăng đại diện cho chư Phật trong quá khứ, Phật Thích-ca là vị Phật thời hiện tại và Phật Di-lặc tượng trưng cho chư Phật thời vị lai).

## Truyền thuyết
Nhiên Đăng Cổ Phật từng sống cách thời đại chúng ta 4 a tăng kì kiếp trái đất (A tăng kỳ nghĩa là nhiều đến mức "bất khả tư nghị", không thể tưởng tượng hoặc đếm được). Đức Phật này là vị đầu tiên trong số 24 vị Phật đã thọ ký cho các tiền thân của đức Phật Thích-ca Mâu-ni.
Kinh Phật ghi rằng dưới thời Nhiên Đăng Cổ Phật thì lúc đó đức Thích-ca là một vị Bà-la-môn vô cùng giàu có đã phân phát hết tài sản của mình và quy ẩn, có tên là Thiện Huệ (s: Sumedha). Với túc mạng thông, Nhiên Đăng Cổ Phật nhận ra Thiện Huệ sau vô số kiếp luân hồi sẽ trở thành Phật dưới tên Cồ-đàm (Gautama) và thọ ký cho Thiện Huệ. Phật Nhiên Đăng được xem là vị Phật quan trọng nhất trong các vị trước Thích-ca. Ngài là vị đại diện cho Phật quá khứ tương tự như trường hợp Di-lặc được xem là đại diện cho Phật vị lai.
Theo truyền thuyết, thân Phật Nhiên Đăng cao "80 trượng", giáo hóa 84.000 vị A-la-hán, Ngài sống 100.000 năm. Tháp đựng xá-lị Phật Nhiên Đăng cao 36 do-tuần (15–20 km).

## Tượng Phật Nhiên Đăng
Theo Từ điển Phật Học Việt Nam: Đức Phật Thích Ca có một tiền kiếp là tu sĩ Sumedha (Thiện Tuệ, hoặc Thiện Huệ). Thiện Tuệ từng gặp và cúng hoa cho Đức Phật Nhiên Đăng. Thiện Tuệ mua hoa ấy từ một cô gái bán hoa với giá rất đắt. Cô gái hỏi vì sao Thiện Tuệ lại chịu mua với giá đắt như vậy? Thiện Tuệ trả lời là mua hoa để cúng Phật Nhiên Đăng. Cô gái liền tặng không bó hoa với lời nguyện là cô với Thiện Tuệ sẽ kết duyên vợ chồng trong các kiếp sau, còn Thiện Tuệ nguyện rằng sẽ tu thành Phật trong tương lai. Phật Nhiên Đăng thọ ký cho cả hai người. Sa môn Thiện Tuệ là tiền thân của Phật Thích Ca, cô gái bán hoa là tiền thân của Công chúa Gia Du Đà La (người vợ của Phật Thích Ca trước khi ngài xuất gia đi tu).
Theo Phật học Từ điển của Đoàn Trung Còn: Trong Diệu Pháp Liên Hoa Kinh, phẩm Tự có tích này: Phật Nhựt Nguyệt Đăng Minh khi còn ở Hoàng Cung, có sanh ra 8 vị Vương tử: Hữu Ý, Thiện Ý, Vô Lượng Ý, Bảo Ý, Tăng Ý, Trừ Nghi Ý, Hưởng Ý, Pháp Ý. Khi Ngài xuất gia tu hành thành Phật thì 8 vị Vương tử ấy đều theo cha mà tu trì Phạm hạnh. Tám vị ấy đều lần lượt thành Phật, và vị sau rốt thành Phật hiệu là Nhiên Đăng.
Phật Nhiên Đăng có thọ ký cho Thiện Huệ Bồ Tát, phán rằng, về sau Thiện Huệ sẽ thành Phật, hiệu là Thích Ca Mâu Ni.
Trong Vô Lượng Thọ Kinh, Phật phán với tôn giả A Nan rằng: Về đời quá khứ, thuở xưa cách nay lâu xa vô lượng, chẳng có thể suy nghĩ bàn bạc được là bao nhiêu kiếp, Đức Đính Quang Như Lai (Phật Nhiên Đăng) xuất hiện ở thế, giáo hóa độ thoát vô lượng chúng sanh đều cho đắc đạo, rồi Ngài mới vào Niết Bàn.

## Ngày tưởng nhớ
Đức Nhiên Đăng Cổ Phật có 3 ngày vía (không rõ ý nghĩa của 2 ngày vía 6.1 và 15.3 âm lịch)
1. 6.1 âm lịch – Vía Đức Nhiên Đăng Cổ Phật
2. 15.3 âm lịch – Vía Đức Nhiên Đăng Cổ Phật
3. 22.8 âm lịch – Vía Đức Nhiên Đăng Cổ Phật đản sanh